# جيرالد كولمان
جيرالد كولمان (بالإنجليزية: Gerald Coleman)‏ هو لاعب هوكي الجليد أمريكي، ولد في 3 أبريل 1985 في إيفانستون في الولايات المتحدة.

## وصلات خارجية
- جيرالد كولمان على موقع دوري الهوكي الوطني (الإنجليزية)
- جيرالد كولمان على موقع EliteProspects.com (الإنجليزية)
- جيرالد كولمان على موقع HockeyDB.com (الإنجليزية)